# Celerena mutata
Celerena mutata är en fjärilsart som beskrevs av Walker 1865. Celerena mutata ingår i släktet Celerena och familjen mätare. Inga underarter finns listade i Catalogue of Life.